# همان عشق، همان باران
همان عشق، همان باران (اسپانیایی: El mismo amor, la misma lluvia‎) فیلمی کمدی رمانتیک به کارگردانی خوان خوزه کامپانلا است که در سال ۱۹۹۹ منتشر شد. از بازیگران آن می‌توان به ریکاردو دارین، سولداد بیژامیل، گراسیه‌لا تننبائوم، ماخلا سانوتا، ادواردو بلانکو و رودریگو دِ لا سرنا اشاره کرد.